# Olympische Winterspiele 2014/Teilnehmer (Tschechien)
| Gelbes Symbol für Goldmedaillen mit stilisierten Olympischen Ringen | Graues Symbol für Silbermedaillen mit stilisierten Olympischen Ringen | Braundes Symbol für Bronzemedaillen mit stilisierten Olympischen Ringen |
| ------------------------------------------------------------------- | --------------------------------------------------------------------- | ----------------------------------------------------------------------- |
| 2                                                                   | 4                                                                     | 2                                                                       |

Die Tschechische Republik nahm an den Olympischen Winterspielen 2014 in Sotschi mit 88 Athleten in 13 Sportarten teil. Fahnenträgerin der tschechischen Delegation bei der Eröffnungszeremonie war Šárka Strachová.

## Sportarten

### Biathlon
| Frauen - Lea Johanidesová - Jitka Landová - Eva Puskarčíková - Gabriela Soukalová - 12,5 km Massenstart: Silber - Mixedstaffel: Silber - Veronika Vítková - Mixedstaffel: Silber | Männer - Michal Krčmář - Tomáš Krupčík - 10 km Sprint: 75. Platz - Ondřej Moravec - 10 km Sprint: 8. Platz - Mixedstaffel: Silber - 12,5 km Verfolgung: Silber - 15 km Massenstart: Bronze - Michal Šlesingr - 10 km Sprint: 31. Platz - Jaroslav Soukup - Mixedstaffel: Silber - 10 km Sprint: Bronze - 12,5 km Verfolgung: 20. Platz |

### Bob
| Männer - Jan Vrba - Dominik Dvořák - Dominik Suchý - Michal Vacek |

### Eishockey
Männer
| Torhüter: - Jakub Kovář ( Awtomobilist Jekaterinburg) - Ondřej Pavelec ( Winnipeg Jets) - Alexander Salák ( SKA Sankt Petersburg) Verteidiger: - Michal Barinka (HC Vítkovice Steel) - Radko Gudas ( Tampa Bay Lightning) - Tomáš Kaberle (HC Kladno) - Lukáš Krajíček ( HK Dinamo Minsk) - Zbyněk Michálek ( Phoenix Coyotes) - Michal Rozsíval ( Chicago Blackhawks) - Ladislav Šmíd ( Calgary Flames) - Marek Židlický ( New Jersey Devils) | Stürmer: - Roman Červenka ( SKA Sankt Petersburg) - Patrik Eliáš ( New Jersey Devils) - Martin Erat ( Washington Capitals) - Michael Frolík ( Winnipeg Jets) - Martin Hanzal ( Phoenix Coyotes) - Aleš Hemský ( Edmonton Oilers) - Jaromír Jágr ( New Jersey Devils) - David Krejčí ( Boston Bruins) - Milan Michálek ( Ottawa Senators) - Petr Nedvěd (Bílí Tygři Liberec) - Jiří Novotný (HC Lev Prag) - Ondřej Palát ( Tampa Bay Lightning) - Tomáš Plekanec ( Canadiens de Montréal) - Jakub Voráček ( Philadelphia Flyers) |

### Eiskunstlauf
| Frauen - Elizaveta Ukolová 22. Platz | Männer - Michal Březina 10. Platz - Tomáš Verner 11. Platz |

### Eisschnelllauf
| Frauen - Karolína Erbanová 500 m: 10. Platz 1000 m: 10. Platz 1500 m: 13. Platz - Martina Sáblíková 3000 m: Silber 5000 m: Gold |

### Freestyle-Skiing
Frauen
| Skicross - Andrea Zemanová 21. Platz - Nikol Kučerová 24. Platz | Moguls - Nikola Sudová 9. Platz - Tereza Vaculíková 27. Platz |

Männer
| Skicross - Tomáš Kraus 18. Platz | Slopestyle - Marek Skála 26. Platz |

### Nordische Kombination
- Pavel Churavý
- Miroslav Dvořák
- Tomáš Portyk
- Tomáš Slavík

### Rodeln
| Frauen - Vendula Kotenová 24. Platz | Männer - Ondřej Hyman 25. Platz | Doppelsitzer - Antonín Brož & - Lukáš Brož 13. Platz |

### Shorttrack
| Frauen - Kateřina Novotná 1000 m 1500 m | Männer - Vojtěch Loudín 1500 m |

### Ski Alpin
| Frauen - Martina Dubovská - Klára Křížová - Kateřina Pauláthová - Šárka Strachová | Männer - Ondřej Bank - Kryštof Krýzl - Filip Trejbal - Martin Vráblík |

### Skilanglauf
| Frauen - Karolína Grohová - Klára Moravcová Skiathlon: 58. Platz - Petra Nováková Skiathlon: 36. Platz - Eva Vrabcová-Nývltová Skiathlon: 11. Platz | Männer - Lukáš Bauer - Martin Jakš - Dušan Kožíšek - Jiří Magál - Petr Novák - Aleš Razým |

### Skispringen
| Männer - Antonín Hájek - Lukáš Hlava - Roman Koudelka - Jakub Janda - Jan Matura |

### Snowboard
Frauen
| Parallel-Riesenslalom - Ester Ledecká 7. Platz | Parallelslalom - Ester Ledecká 6. Platz | Snowboard Cross - Eva Samková Snowboard Cross: Gold | Slopestyle - Šárka Pančochová 5. Platz | Halfpipe - Šárka Pančochová 16. Platz |

Männer
| Snowboard Cross - David Bakeš 25. Platz - Emil Novák 25. Platz |